# Michael Stean
Michael Francis Stean (ur. 4 września 1953 w Londynie) – angielski szachista, arcymistrz od 1977 roku.

## Kariera szachowa
W latach 70. i na początku 80. XX wieku należał do ścisłej czołówki angielskich szachistów. Wielokrotnie reprezentował Anglię w turniejach drużynowych, m.in.: pięciokrotnie na olimpiadach szachowych (w latach 1974, 1976, 1978, 1980, 1982); dwukrotny medalista: wspólnie z drużyną – brązowy (1976) oraz indywidualnie – złoty (1976 – na IV szachownicy), jak również trzykrotnie na drużynowych mistrzostwach Europy (w latach 1973, 1977, 1980); dwukrotny medalista: wspólnie z drużyną – brązowy (1980) oraz indywidualnie – srebrny (1980 – na II szachownicy).
Znaczące sukcesy zaczął odnosić już jako junior: w 1969 zdobył mistrzostwo Wielkiej Brytanii juniorów do lat 16, w 1971 zwyciężył (przed Slavoljubem Marjanoviciem) w Schilde, na przełomie 1971 i 1972 roku zajął IX miejsce w mistrzostwach Europy do lat 20 w Groningen, w 1973 triumfował (przed Andrasem Adorjanem i Jonathanem Mestelem) w Canterbury, natomiast w 1974 osiągnął życiowy sukces, zajmując w mistrzostwach świata juniorów do lat 20 w Teesside III miejsce (Aleksandrem Bielawskim i Anthony Milesem). W kolejnych latach sukcesy odniósł m.in. w Montilli (1976, dz. II m. za Anatolijem Karpowem, wraz z m.in. Lubomirem Kavalkiem oraz 1977, III m. za Svetozarem Gligoriciem i Lubomirem Kavalkiem), Londynie (1977, dz. II m. za Vlastiilem Hortem, wraz z Miguelem Quinterosem i Jonathanem Mestelem), Barze (1977, dz. II m. za Bozidarem Ivanoviciem, wraz z Janem Smejkalem), Viroviticy (1977, dz. II m. za Levente Lengyelem, wraz z Ferencem Portischem), Amsterdamie (1978, turniej strefowy, III m. za Janem Timmanem i Anthony Milesem), Vršacu (1979, memoriał Borislava Kosticia, I m.), Biel/Bienne (1981, III m. za Erikiem Lobronem i Vlastimilem Hortem), Marbelli (1982, turniej strefowy, dz. I m. z Johnem Nunnem, Jonathanem Mestelem i Johnem van der Wielem) oraz w Beer Szewie (1982, I m.). W roku 1983 zakończył profesjonalną karierę szachisty.
Najwyższy ranking w karierze osiągnął 1 stycznia 1979 r., z wynikiem 2540 punktów dzielił wówczas 46-49. miejsce na światowej liście FIDE, jednocześnie zajmując 2. miejsce (za Anthony Milesem) wśród angielskich szachistów.
W okresie swojej aktywności był uznanym teoretykiem, m.in. w roku 1976 wydał podręcznik poświęcony wariantowi Najdorfa w obronie sycylijskiej (ISBN 0-7134-0098-6). Opracował również wiele artykułów dotyczących debiutów szachowych. W 1977 roku był sekundantem Wiktora Korcznoja w trakcie finałowego meczu pretendentów z Borysem Spasskim, natomiast w 1978 i 1981 znajdował się w zespole Korcznoja podczas jego meczów o mistrzostwo świata z Anatolijem Karpowem.